# Photuris congener
Photuris congener är en skalbaggsart som beskrevs av Leconte 1852. Photuris congener ingår i släktet Photuris och familjen lysmaskar. Inga underarter finns listade i Catalogue of Life.